# Ана Марија ван Шурман
Ана Марија ван Шурман (Келн, 5. новембар 1607 – Виуверт, 4. мај 1678) била је холандска сликарка, граверка, песникиња, класичарка, филозофкиња и феминистичка списатељица која је најпознатија по свом изузетном учењу и одбрани женског образовања. Била је високообразована жена, која се истакла у уметности, музици и књижевности и постала полиглота са познавањем четрнаест језика, укључујући латински, старогрчки, библијски хебрејски, арапски, сиријски, арамејски и етиопски, као и разне савремене европске језике. Била је прва жена која је незванично студирала на холандском универзитету.

## Живот
Ана Марија ван Шурман је рођена у Келну, тада делу Светог римског царства, као ћерка богатих родитеља, Фредерика ван Шурмана, из Антверпена (ум. 1623) и Еве фон Харф де Драјборн. Са четири године знала је да чита. Када је имала шест година, савладала је стварање веома замршених исечака од папира надмашивши свако друго дете њеног узраста. Са десет година научила је вез за три сата. У неким својим списима она говори о томе како је измислила технику вајања у воску, говорећи: „Морала сам да откријем многе ствари којима нико није могао да ме научи“. Њена воштана скулптура аутопортрета била је толико реалистична, посебно огрлица, да је њена пријатељица, принцеза од Насауа, морала једну да убоде иглом само да би била сигурна да није права. Између 1613. и 1615. њена породица се преселила у Утрехт, а десетак година касније поново су се преселили, овог пута у Франекер у Фрисланду. Са око 11 година, Ана Марији је њен отац заједно са браћом предавао латински и друге предмете, што је била необична одлука у време када девојчице у племићким породицама углавном нису биле подучаване у класицима. Да би научила латински, отац јој је дао да чита Сенеку. Приватно образовање и самостално учење употпуњени су преписком и разговорима са познатим личностима као што су Андре Ривет и Фридрих Спанхајм, обојица професори Универзитета у Лајдену, и породични сусед Гисбертус Воетијус, професор на Универзитету у Утрехту. Истицала се у сликању, резању папира, везењу и резбарењу у дрвету. Још један облик уметности са којим је експериментисала била је калиграфија, коју је научила само гледајући модел-књигу. Када је то савладала, измислила је стилове који су јој омогућили да пише на многим језицима које је знала. Након смрти оца, породица се вратила у Утрехт 1626. У њеним двадесетим годинама, дом Шурманових је постао место окупљања интелектуалаца. Међу њеним пријатељима били су Константин Хајгенс, Јохан ван Бевервајк, Џејкоб де Вит, Корнелијус Бој, Маргарета ван Годевајк и Утриша Огл. Тридесетих година 16. века учила је гравирање код Магдалене ван де Пас. Комбиновала је технике гравирања са својим вештинама у калиграфији, а њени познати гравирани калиграфски комади привукли су пажњу свих који су их видели, укључујући и њене савременике. Упркос својој разиграности и експериментисању, Ана Марија се веома озбиљно бавила својом уметношћу, а њени савременици су то знали. И сама је рекла да је „неизмерно дарована од Бога у уметности“.
Године 1634, због свог познавања латинског језика, позвана је да напише песму за отварање Универзитета у Утрехту. У песми је прославила град Утрехт и нови универзитет. Она је истакла потенцијал универзитета да помогне граду да се носи са економским последицама поплава и променљивог тока реке Рајне. Такође је оспорила искључење жена са универзитета. Као одговор на њену жалбу, универзитетске власти су јој дозволиле да присуствује предавањима професора Воетијуса. Године 1636. постала је прва студенткиња на универзитету, или на било ком холандском универзитету. Женама у то време није било дозвољено да студирају на универзитету у протестантској Холандији, а када је похађала предавања седела је иза паравана или у кабини са завесама, тако да студенти не могу да је виде. На универзитету је учила хебрејски, арапски, халдејски, сиријски и етиопски језик. Њено интересовање за филозофију и теологију и њен уметнички таленат допринели су њеној слави и репутацији „Звезде Утрехта“. До 1640-их течно је говорила 14 језика и писала на латинском, грчком, хебрејском, италијанском, француском, арапском, персијском, етиопском, немачком и холандском.
Према речима њеног савременика Пјера Ивона, Ана Марија ван Шурман је одлично владала математиком, географијом и астрономијом. Изгледа да је млада научница имала велики број удварача. Након што му је жена умрла 1631. године, Константин Хајгенс је тражио њену руку и написао јој 10 песама на три језика 1634. године. Хајгенса су задиркивали други холандски интелектуалци. Чинило се да је посвећеност Шурманове целибату и студијама била непоколебљива. Када је за мото одабрала фразу Amor Meus Crucifixus Est (Моја љубав је разапета), њени интелектуални пријатељи су били уверени да је њен избор да се не удаје укорењен у њеној побожности, а не у њеној учености.
Шурманова је правила деликатне гравуре користећи дијаманте на стаклу, радила је скулптуре, моделирала од воска и резбарила слоновачу и дрво. Сликала је, посебно портрете, поставши први познати холандски сликар који је користио пастел у портрету. Добила је почасни пријем у Цех сликара Светог Луке 1643. године, што је знак јавног признања њене уметности.
Ана Марија ван Шурман се дописивала са данском племкињом Биргитом Тот, која је преводила класичне ауторе и верске списе. Тотова је изјавила да је преводила класична дела јер је мало жена знало да чита латински. Шурманова је јавно хвалила Тотову и назвала је „десетом музом севера”. Шурманова је путем преписке успоставила мрежу учених жена широм Европе. Дописивала се на латинском и хебрејском са Доротеом Мур, на грчком са Батсуом Макин, на француском, латинском и хебрејском са Мари де Гоурнеј, на латинском и француском са Елизабетом од Бохемије, и на латинском са шведском краљицом Кристином. Честа тема у овој преписци било је образовање жена. Шурманова је у преписци изражавала своје дивљење образованим женама попут леди Џејн Греј и краљице Елизабете I.
Неауторизована верзија њених списа о образовању жена објављена је 1638. у Паризу под насловом Dissertatio De Ingenii Muliebris ad Doctrinam, & meliores Litteras aptitudine. Како је кружила неовлашћена збирка њених списа, одлучила је да 1641. објави ауторитативни латински трактат. Године 1657. расправа је објављена на енглеском под насловом The Learned Maid or, Whether a Maid may be a Scholar.

## Лабадисти
У својим 60-им Шурманова се појавила као један од главних вођа лабадиста. Шурманова је 1660-их постала све више разочарана Реформаторским црквама у Холандији. Својим циљем је поставила реформу цркве. Уз дописивање са министрима, путовала је широм земље и организовала састанке са њима. Пожалила је на недостатак духовне оданости и на „изложбе црквењака“ који су заузимали црквене проповедаонице.
Брат Ане Марије Шурман је 1661. године студирао теологију код хебрејског научника Јоханеса Буксторфа у Базелу и сазнао за ослобођеног француског свештеника Жана де Лабадија. Отпутовао је у Женеву да га упозна. Године 1662. опширно се дописивао са сестром о Лабадијевим учењима. Када су Лабади и мали број следбеника свратили у Утрехт на путу за Миделбург, сместили су се у Шурмановој кући. Лабади је постао пастор Миделбурга, проповедајући миленаризам, залажући се за моралну регенерацију и да верници треба да живе одвојено од неверника. Шурманова га је подржавала и када је смењен као пастор. Када се крајем 1669. Лабади настанио у Амстердаму да би основао сепаратистичку цркву, Шурманова је продала своју кућу и део своје библиотеке. Придружила се Лабадијевој секташкој заједници. У марту 1669. раскинула је са Реформатском црквом када је објавила брошуру од 10 страница О реформацији која је тренутно неопходна у Цркви Христовој. Она је осудила црквене људе да газе "небеску мудрост".
Уследила је јавна клеветничка кампања. Шурманову су напали њени интелектуални пријатељи, укључујући Хајгенса и Воецијуса. Када су лабадисти морали да напусте Амстердам, Шурманова је добила позив од своје пријатељице, принцезе Елизабете од Бохемије, која је 1667. постала игуманија у лутеранском Damenstift-у у опатији Херфорд. 50 лабадиста је тамо живело између 1670. и 1672. године. У Хердфорду је Шурманова наставила свој уметнички рад. Године 1772. лабадисти су се преселили у Алтону у Данској, за шта се у њихово име залагала Елизабета од Чешке у преписци са краљем Данске. Шурманова је 1673. објавила Еуклерију, или Бирање бољег дела, референцу на Луку 10:42 када Марија бира бољи део седећи уз Христове ноге. Еуклерију су добро примили Готфрид Вилхелм Лајбниц и истакнути пијетисти, укључујући Јохана Јакоба Шуца и Филипа Јакоба Шпенера.
Када је Лабади умро 1674. године, Шурманова је истраживала могућност пресељења у Енглеску. Али лабадисти су се преселили у Фрисланд и привукли бројне нове чланове, укључујући Марију Сибилу Меријан. Око 400 лабадиста практиковало је апсолутну одвојеност од светских вредности. Покушали су да се врате раним црквеним обичајима, делећи сву имовину. У последњим годинама свог живота Шурманова је била везана за кућу због тешког реуматизма. Наставила је да пише, одржавајући преписку и радећи на другом делу Еуклерије. Умрла је са 70 година 1678.

## Објављени списи
Многи списи Шурманове су објављени током њеног живота у више издања, иако су неки изгубљени. Њена најпознатија књига била је Nobiliss Virginis Annae Mariae a Schurman Opuscula Hebraea Graeca Latina et Gallica, Prosaica et Metrica (Мања дела на хебрејском, грчком, латинском и француском језику у прози и поезији најплеменитије Ане Марије ван Шурман). Објавио га је 1648. Фридрих Спанхајм, професор теологије на Универзитету у Лајдену.
Шурманова Учена служавка или „Да ли слушкиња може бити научница“ настала је из њене преписке о образовању жена са теолозима и научницима широм Европе. У њему она истиче Џејн Греј као пример вредности женског образовања. Шурманова је тврдила да би образовање жена у језицима и Библији повећало њихову љубав према Богу. Док је све већи број краљевских и богатих породица бирао да образује своје ћерке, обичне девојке и жене нису имале формални приступ образовању. Шурманова је тврдила да „Слушкиња може бити учењак... " Шурман и Рене Декарт су се дописивали, и иако се нису слагали око тумачења Библије, обоје су сматрали да је разум централно место у људском идентитету.

## Гравуре
Када је Ана Марија ван Шурман рано показала свој уметнички таленат, отац ју је послао да учи код чувене граверке, Магдалене ван де Пас, 1630-их. Њена прва позната гравура био је аутопортрет, настао 1633. Било јој је тешко да прикаже руке и тако је пронашла начине да их сакрије на свим својим аутопортретима.

## Објављени радови
Непотпуна листа
- "De Vitæ Termino" (On the End of Life). Published in Leiden, 1639. Translated into Dutch as "Pael-steen van den tijt onses levens," published in Dordrecht, 1639.
- Dissertatio, de Ingenii Muliebris ad Doctrinam, & meliores Litteras Aptitudine. Elzevir. 1641. Paris, 1638, and Leiden, 1641. Translated into many languages, including Dutch, French (1646), and English (1659), entitled "The Learned Maid or, Whether a Maid may be a Scholar."
- Opuscula Hebræa, Græca, Latina, Gallica. Prosaica et Metrica. Utrecht. 1648.
- Εὐκληρία seu Melioris Partis Electio. Altona: Altonæ ad Albim. 1673. (Euklēría, or Choosing the Better Part). Translated into Dutch and German.

## Почасти
- Феминистичко уметничко дело Џуди Чикаго The Dinner Party (1979) садржи место за ван Шурманову.[33]
- Између 2000. и 2018. мермерна биста ван Шурманове налазила се у атријуму Представничког дома холандског парламента у Хагу.[34]